# 임진국
임진국(1983년 10월 31일 ~ )은 대한민국의 만화가이다.

## 작품
- 《5초소》
- 《그린보이》
- 《레드카펫》
- 《화이트멜로우》